# Äksi församling
Äksi församling (estniska: Äksi kogudus) är en församling som tillhör Tartu kontrakt inom den Estniska evangelisk-lutherska kyrkan. Församlingen omfattar delar av kommunerna Tartu och Laeva i landskapet Tartumaa samt delar av kommunerna Tabivere och Palamuse i landskapet Jõgevamaa.

## Större orter
- Lähte (småköping)
- Tabivere (småköping)
- Äksi (småköping)